# ムルスコ・スレディシチェ駅
ムルスコ・スレディシチェ駅（ムルスコ・スレディシチェえき）は、クロアチア共和国メヂムルスカ県ムルスコ・スレディシチェ町にある、クロアチア鉄道L101号線の駅である。

## 駅構造

### ホーム
1面1線の地上駅。
| 路線                      | 方向   | 行先                             | 備考 |
| ------------------------- | ------ | -------------------------------- | ---- |
| L101号線（時刻表番号:18） | 南方向 | チャコヴェツ、ヴァラジディン方面 | 普通 |
| L101号線（時刻表番号:18） | 北方向 | レンダヴァ方面                   | 普通 |

### ダイヤ[1]
チャコヴェツ方面行は一日5本の運行。土曜日は4本に減便され、休日は運行しない。一方、反対方向のレンダヴァ行は平日・土曜のみ一日2本の運行。

## 隣の駅
クロアチア国鉄
L101号線（時刻表番号：18）
普通
レンダヴァ駅 - ムルスコ・スレディシチェ駅 - ヴラティシネツ駅

## その他
クロアチア最北端の駅で、スロベニアとの国境に位置する。なお、国境を挟んだ反対側のレンダヴァ駅は、スロベニア最東端の駅である。